# Ања Алач
Александра Ања Алач (Београд, 29. септембар 1988) српска је глумица, постала је позната по улози Инес Одак у хрватској серији Ружа вјетрова, као и по улози Бранкице у филму Драгана Бјелогрлића Монтевидео, бог те видео!. Кћерка је глумаца Александра Алача и Весне Чипчић.
Дипломирала је на катедри за глуму на Факултету драмских уметности Универзитета уметности у Београду у класи професора Драгана Петровића Пелета. Бивша је девојка глумца Милоша Биковића из студентских дана.
У браку је са архитектом и уличним уметником Андрејом Јосифовским који је познатији као Пијаниста и ради на Архитектонском факултету у Београду. Имају двоје деце, сина Алексеја и ћерку Анђелу. Њен брат Иван Вања Алач је позоришни редитељ.

## Улога

### Позоришне представе
| Представа                 | Улога                            | Текст                           | Драматургија /адаптација/     | Режија                              | Позориште                    | Премијера          |
| ------------------------- | -------------------------------- | ------------------------------- | ----------------------------- | ----------------------------------- | ---------------------------- | ------------------ |
| Делиријум тременс         | Лекарка, тек на почетку каријере | Горан Марковић                  | Горан Марковић                | Горан Марковић                      | Београдско драмско позориште | 25. април 2005.    |
| Петар пан                 | Венди                            | Џејмс Метју Бари                | Ивана Димић                   | Милан Караџић                       | Позориште „Бошко Буха“       | 11. април 2010.    |
| Сабља димискија           |                                  | Александар Поповић              | Александар Поповић            | Горан Шушљик                        | УК „Вук Стефановић Караџић“  | 8. мај 2010.       |
| Харолд и Мод              | Роз                              | Колин Хигинс                    | Милена Деполо                 | Милан Караџић                       | Београдско драмско позориште | 6. јун 2010.       |
| Дрекавац                  | Марина                           | Маја Тодоровић                  | Маја Тодоровић                | Милена Павловић Чучиловић           | Београдско драмско позориште | 10. фебруар 2012.  |
| Заштита прије свега       | Марија                           | Иван Зекић                      | Иван Зекић                    | Владан Ђурковић                     | ДАДОВ                        | 20. мај 2013.      |
| Све о мојој мајци         | Сестра Роса                      | Самјуел Адамсон Педро Алмодовар | Ђурђа Тешић                   | Ђурђа Тешић                         | Београдско драмско позориште | 23. новембар 2013. |
| Мој син мало спорије хода | Сара                             | Ивор Мартинић                   | Ивор Мартинић                 | Предраг Стојменовић Милица Гојковић | Београдско драмско позориште | 23. новембар 2013. |
| Анђели чувари             | Милица Кнежевић                  | Сташа Копривица                 | Сташа Копривица               | Вељко Мићуновић                     | Београдско драмско позориште | 25. јануар 2014.   |
| Господар песме            | Звездана и Лела                  | Бранко Милићевић                | Бранко Милићевић              | Светлана Алексић                    | Позориште Пуж                | 11. април 2014.    |
| Кад су цветале тикве      | Душица                           | Драгослав Михаиловић            | Бобан Скерлић Марко Мисирача  | Бобан Скерлић Марко Мисирача        | Београдско драмско позориште | 24. мај 2014.      |
| Плес са боговима          | Крис                             | Брајан Фрил                     | Александар Дунђеровић         | Александар Дунђеровић               | Београдско драмско позориште | 25. март 2015.     |
| Позив на погубљење        | Емочка                           | Александар Червински            | Бобан Скерлић                 | Бобан Скерлић                       | Београдско драмско позориште | 8. октобар 2015.   |
| Тероризам                 |                                  | Олег и Владимир Пресњаков       | Снежана Тришић                | Снежана Тришић                      | Београдско драмско позориште | 10. октобар 2016.  |
| Осврни се у гневу         |                                  | Џон Озборн                      | Наташа Радуловић              | Наташа Радуловић                    | Независна продукција         | 26. јул 2016.      |
| Поморанџе за збогом       | Јелка                            | Биљана Поповић                  | Андреј Шепетковски            | Ненад Гвозденовић                   | Београдско драмско позориште | 20. фебруар 2017.  |
| Љубав и мода              | Луција                           | Сташа Копривица                 | Сташа Копривица               | Александар Николић                  | Опера и театар Мадленијанум  | 27. април 2017.    |
| Лепотица и зверко         | Цица                             | Боривоје Петковић               | Боривоје Петковић             | Марко Јовичић                       | Позориште Пуж                | 18. новембар 2017. |
| Из живота инсеката        |                                  | Карел Чапек                     | Слободан Обрадовић            | Иван Вуковић                        | Београдско драмско позориште | 6. децембар 2017.  |
| Клошмерл                  | Роза Бивак                       | Габријел Шеваље                 | Димитрије Коканов Маша Стокић | Кокан Младеновић                    | Београдско драмско позориште | 23. април 2018.    |
| Ничији син                | Тонка                            | Мате Матишић                    | Иван Велисављевић             | Марко Мисирача                      | Београдско драмско позориште | 4. октобар 2018.   |
| Лилиом                    | Мари                             | Ференц Молнар                   | Слободан Обрадовић            | Ана Томовић                         | Београдско драмско позориште | 1. новембар 2019.  |
| Living room               | Млада жена                       | Ерсан Мондтаг                   | Ерсан Мондтаг                 | Ерсан Мондтаг                       | Београдско драмско позориште | 13. јун 2020.      |

### Филмографија
| Год.       | Назив                              | Улога               |
| ---------- | ---------------------------------- | ------------------- |
| 2010-е     |                                    |                     |
| 2010.      | Монтевидео, Бог те видео!          | хазенашица Бранкица |
| 2011.      | Мирис кише на Балкану (серија)     | Диди Валић          |
| 2012.      | Монтевидео, Бог те видео! (серија) | хазенашица Бранкица |
| 2011—2013. | Ружа вјетрова                      | Инес Одак           |
| 2016.      | Убице мог оца                      | Теодора             |
| 2017.      | Синђелићи                          | Николета            |
| 2019.      | Балканска међа                     | Душка               |
| 2019.      | Ургентни центар                    | Јасмина Стошић      |
| 2019.      | Жигосани у рекету                  | Тањин адвокат       |
| 2020-е     |                                    |                     |
| 2020.      | Тате                               | Дуња                |
| 2020.      | Викенд са ћалетом                  |                     |
| 2021.      | Радио Милева                       | Дирјана             |
|            | Капио                              | мајка               |

## Награде и признања
- Награда Душан Дука Јовановић за најбољу младу глумицу на 4. Фестивалу произведених представа у Алексинцу, 2015. године, за улогу Саре у представи Мој син мало спорије хода[42]